# SMERSH
SMERSH (acrônimo de SMERt' SHpionam, Russo: СМЕРть Шпионам, Português: Morte aos Espiões) foi o departamento de contra-espionagem do GRU (Diretorado Principal de Inteligência) da União Soviética, a organização foi criada a mando do Secretário Geral do Partido Comunista da União Soviética Josef Stalin e estava sob o seu controle direto. Seus principais objetivos eram: (I) Atuar na área de "desinformação" (dezinformatsiya), estratégia de espionagem que era especialidade russa e soviética, que consistia em plantar ou divulgar informações manipuladas com objetivo de destruir reputações ou fazer de alguém um "herói", de acordo com os interesses nacionais, (II) Proteger o exército vermelho de partisans, sabotadores e espiões, (III) investigar e prender conspiradores, rebeldes, traidores, desertores, espiões e criminosos, (IV) auxiliar o comando geral em operações estratégicas, (V) coordenar a deportação de grupos étnicos.
As unidades do SMERSH também foram acusadas de matar militares do próprio exército vermelho que fugiam das tropas alemãs. Ao ser capturado pelo inimigo o militar soviético era considerado traidor, e caso conseguisse fugir corria o risco de ser morto ou enviado para um campo de trabalho forçado.

## Nome
Joseph Stalin cunhou o nome СМЕРШ ('SMERSH') como um portmanteau da frase em russo Смерть шпионам (SMERt 'SHpionam, "Morte a espiões"). Originalmente focada no combate a espiões alemães que se infiltravam nas forças armadas soviéticas, a organização rapidamente expandiu seu mandato: encontrar e eliminar quaisquer elementos subversivos.

## História
Até 3 de fevereiro de 1941, o 4º Departamento (Seção Especial, OO) da Diretoria Principal de Segurança do Estado (GUGB) - o órgão de segurança mais importante dentro do Comissariado do Povo de Assuntos Internos (NKVD) - era responsável pelos militares das Forças Armadas Soviéticas contra-inteligência. Naquela data, as 12 Seções da Seção Especial e uma Unidade de Investigação foram separadas do GUGB NKVD. A liquidação oficial do OO GUGB dentro do NKVD foi anunciada em 12 de fevereiro por um pedido conjunto № 00151/003 do NKVD e do NKGB URSS. O resto do GUGB foi abolido e o pessoal foi transferido para o recém-criado Comissariado do Povo para a Segurança do Estado(NKGB). Os departamentos do antigo GUGB foram renomeados como Diretorias. Por exemplo, o antigo Departamento de Relações Exteriores (INO) tornou-se Diretoria de Relações Exteriores (INU); a polícia política representada pelo Departamento Político Secreto (SPO) tornou-se Diretoria Política Secreta (SPU) e assim por diante. O antigo 4º Departamento (OO) do GUGB foi dividido em três seções. Uma seção, que lidava com a contra-inteligência militar nas tropas do NKVD (ex-11ª Seção do 4º Departamento OO do GUGB) tornou-se o 3º Departamento do NKVD ou OKR (Otdel KontrRazvedki), o chefe do OKR NKVD era Aleksander Belyanov, 3º grau do Comissário de Segurança do Estado. Em 25 de fevereiro de 1941, Viktor Abakumov se tornou o vice-comissário do NKVD encarregado de supervisionar este e vários outros departamentos.
A segunda e mais significativa parte foi para o Comissariado de Defesa das Forças Armadas Soviéticas (o NKO) tornando-se sua 3ª Diretoria ou (3 Upravlenie). A 3ª Diretoria NKO assumiu a maior parte das 4ª Seções do Departamento do GUGB e foi chefiada pelo comissário de divisão Anatolii Mikheev, o antigo e último chefe OO GUGB NKVD. A terceira parte do ex-OO (a Seção 10) passou a ser a 3ª Diretoria do Comissariado da Marinha (a Frota Vermelha). O chefe da Marinha KI era Andrei Petrov, capitão da segurança do estado.

### Operação Barbarossa
Após a invasão alemã da URSS em 22 de junho de 1941, Stalin em 17 de julho, como Presidente do Comitê de Defesa do Estado, assinou o decreto especial №187 / ss, pelo qual a contra-espionagem militar foi devolvida ao NKVD como uma Diretoria de Departamentos Especiais ou UOO, com Viktor Abakumov como chefe. UOO em todos os níveis recebeu muito mais poder e mão mais livre na tomada de decisões do que em qualquer momento desde a criação da Cheka. Também em 19 de julho, por ordem do NKVD №00940, o UOO foi transferido de Moscou para a cidade de Kuibyshev. A 3ª Diretoria da Marinha ainda estava sob o controle da Marinha, até 11 de janeiro de 1942, quando foi incorporada à Diretoria de Departamentos Especiais.
Em 2 de julho de 1941, o NKGB USSR foi incorporado de volta à estrutura do NKVD. O NKGB não retornou como GUGB, mas como unidades separadas. A organização da estrutura do NKVD de 31 de julho de 1941. mostra que existem direções independentes como na 1ª: inteligência estrangeira, 2ª: KI doméstica, e assim por diante. Não há GUGB dentro do NKVD após sua liquidação oficial no início de fevereiro de 1941.
Depois que a situação nas frentes russas (conhecida como frente oriental) se tornou mais estável, em 14 de abril de 1943, o Comitê de Defesa do Estado (GKO), presidido por Stalin, ordenou outra divisão do Comissariado do Povo para Assuntos Internos (NKVD URSS) em três Organizações: Por decisão do Politburo do CPSU [então VKP (b) ] nr. P 40/91 O Comissariado do Povo para a Segurança do Estado ou (NKGB) foi criado pela segunda vez. Foi baseado nas Diretorias do NKVD. Os mais importantes deles foram: 1º INU (inteligência estrangeira), 2º KRU (contra-espionagem doméstica, luta contra organizações anti-soviéticas, proteção da economia estatal, buscas domiciliares e prisões) O 2º Departamento do NKVD (proteção de oficiais do governo e do partido) foi transferido para a 6ª Diretoria do NKGB, a Diretoria de Transportes do NKVD foi absorvida como a 3ª Diretoria do NKVD e a 4ª Diretoria do NKVD foi transferida para o NKGB com o mesmo número. "Regulamentos do Comissariado do Povo de Segurança do Estado" foram aprovados pela SNK na ordem № 621-191ss de 2 de junho de 1943. Depois de perder a maioria das unidades operacionais para o NKGB, o Comissariado do Povo para Assuntos Internos (NKVD) ainda era um poderoso aparato governamental. Era responsável pela ordem pública na URSS, usando policiais fortemente armados em cada canto do país, administrando os maiores campos de trabalho escravo sob o Diretório Gulag, prisioneiros de guerra campos e tropas do NKVD com soldados leais e bem equipados, que ao final da guerra o número de tropas do NKVD era de 1,5 milhão de homens com sua própria força aérea, unidades blindadas e de cavalaria.
A Resolução nº 414-138 ss ordenou que a Diretoria de Departamentos Especiais do NKVD fosse dividida em três unidades de contra-espionagem militares separadas, dentro do NKO, Comissariado da Marinha e NKVD, respectivamente, como foi feito no início de 1941. A mesma ordem que criou o GUKR SMERSH dentro do NKO criou uma organização paralela dentro do Comissariado da Marinha, o NKVMF. Esta organização era conhecida como Marinha UKR SMERSH e chefiada por Peter Gladkov e seus dois deputados Aleksei Lebedev e Sergei Dukhovich. Na verdade, Gladkov reportava-se a Abakumov, então vice-comissário do NKO, e vice de Stalin. Formalmente, Gladkov era subordinado a seu superior comissário do povo Nikolay Gerasimovich Kuznetsov, chefe da Marinha.
O OKR SMERSH (Departamento de Contra-espionagem) do NKVD URSS estava subordinado a Lavrentiy Beria, Comissário do Povo para Assuntos Internos. O NKVD OKR SMERSH era chefiado por Semion Yukhimovich e mais tarde V. Smirnov.

### Deveres
O GKO criou oficialmente o SMERSH para garantir a segurança da União Soviética contra ameaças políticas internas e espionagem estrangeira, embora também tenha desempenhado uma ampla variedade de outras tarefas entre 1943 e 1946. As operações de contra-espionagem da SMERSH incluíam a busca e destruição de contra-revolucionários, a descoberta e o interrogatório de agentes inimigos, a caça de agentes soviéticos que não haviam retornado na data marcada e a avaliação da utilidade dos documentos inimigos capturados. A SMERSH também teve um papel ativo nos assuntos do Exército Vermelho garantindo a boa qualidade das instalações do Exército Vermelho, melhorando a disciplina, eliminando líderes pobres e evitando deserção, feridas autoinfligidas, pânico, sabotagem e má disciplina. Outras atividades do SMERSH incluíram: expor colaboradores em áreas recentemente capturadas pelo Exército Vermelho; expor e punir crimes econômicos, como a atividade do mercado negro; proteger o material secreto e o quartel-general de agentes inimigos e sabotadores; e determinar o "patriotismo" dos capturados, cercados e dos que voltaram de países estrangeiros. Os operativos da SMERSH também controlavam as operações partidárias atrás das linhas alemãs e avaliavam a lealdade dos guerrilheiros à União Soviética. SMERSH, então, prendia e neutralizava guerrilheiros, sabotadores, espiões, conspiradores, rebeldes, desertores anti-soviéticos, e pessoas designadas como traidores e criminosos na frente de combate.
A diretoria estratégica concentrava-se em operações molhadas de contra-espionagem e operações de pacificação de contra-insurgência que respondiam diretamente a Stalin. Em março de 1946, o Diretório Principal da SMERSH foi re-subordinado ao Comissariado do Povo das Forças Militares (Наркомат Вооруженных Сил, NKVS). E o SMERSH foi oficialmente descontinuado em 4 de maio de 1946.

### Outras atividades
As atividades da SMERSH incluíam "filtrar" os soldados e trabalhadores forçados recuperados do cativeiro. A SMERSH esteve ativamente envolvida na captura de cidadãos soviéticos que haviam atuado em grupos armados anticomunistas que lutavam ao lado da Alemanha nazista, como o Exército de Libertação da Rússia o Corpo de Cossacos de Pyotr Krasnov e a Organização dos Nacionalistas Ucranianos.
Quando a guerra terminou, a SMERSH recebeu a missão de encontrar Adolf Hitler e, se possível, capturá-lo vivo ou recuperar seu corpo. Oficiais do Exército Vermelho e agentes da SMERSH encontraram o cadáver parcialmente queimado de Hitler perto do Führerbunker após seu suicídio e conduziram uma investigação para confirmar os eventos de sua morte e identificar os restos mortais que (junto com os de Eva Braun) foram secretamente enterrados na sede da SMERSH em Magdeburg até abril de 1970, quando foram exumados, totalmente cremados e despejados. 

A SMERSH lutou contra o Armia Krajowa e as organizações do pós-guerra que participaram, por exemplo, do rodeio de Augustów.